# Pont de Varades
Le pont de Varades est un pont suspendu sur la Loire reliant Loireauxence (Loire-Atlantique) à Mauges-sur-Loire (Maine-et-Loire), entre l'ancien village de pêcheurs de La Meilleraie et l'île Batailleuse. Avec le pont de Saint-Florent-le-Vieil, il permet de rejoindre Loireauxence à Mauges-sur-Loire, dans les Pays de la Loire en France.

## Descriptif
Le pont de Varades appartient à la famille des ponts suspendus, il mesure près de 309 mètres avec une portée principale de 178 mètres. Il fut construit en 1954 et bénéficia de travaux important en 2006 et 2007,.
Il permet le passage à deux voies de circulation pour automobiles ainsi que de deux trottoirs. Le pont de Varades est traversé par près de 8 000 véhicules chaque jour.
Le premier ouvrage à cet emplacement fut également un pont suspendu, conçu et réalisé en 1852 par la société Escarraguel et frères qui devint concessionnaire de l'ouvrage pour une durée de 49 ans et 11 mois.

## Travaux

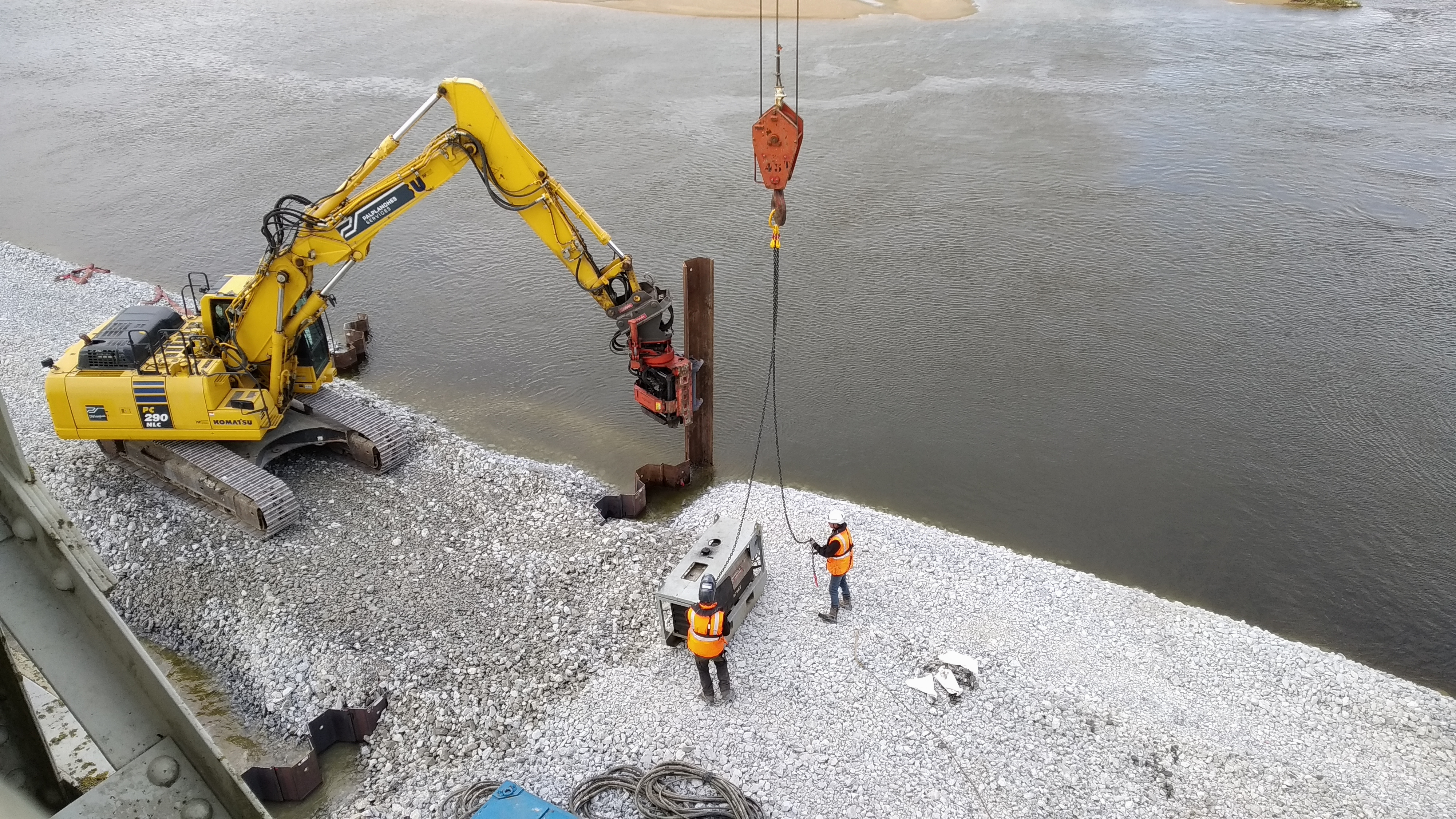
Installation d'un batardeau à l'aide d'une pelle mécanique

Le pont a été placé en vigilance renforcée en 2014. En raison de sa fragilité, il a été interdit aux poids lourds (sauf bus scolaire) du 2 mars au 24 octobre 2020. La vitesse a également été limitée dans le même temps, passant de 70 à 50 km/h.
D'importants travaux de sécurité par soutènement (par palées) ont été réalisés à l'été 2020 pour renforcer temporairement le tablier. Douze appuis supplémentaires ont été installés dans le lit du fleuve pour soutenir le tablier de l'édifice. Le système de suspension a ensuite été détendu afin que le tablier repose sur ces appuis provisoires.
Le conseil départemental a alloué un budget de 6,5 millions d'euros en mars 2020 pour le renforcement du pont de Varades,. De nouveaux travaux devraient être réalisés dans les années à venir en vue de réhabilitation pérenne du pont. Le projet en est à sa phase de programmation.

## Galerie

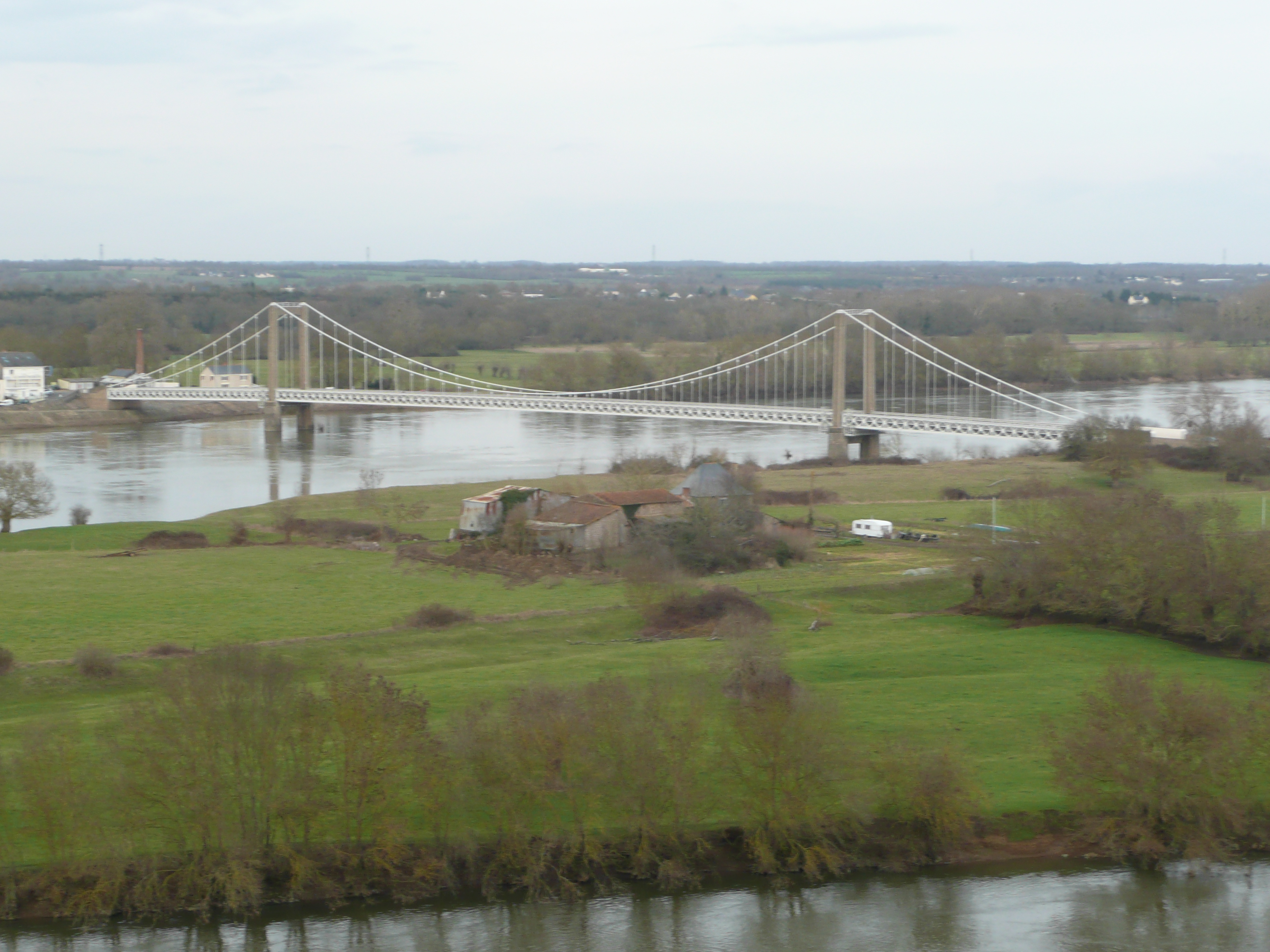
Vue générale depuis Saint-Florent-le-Vieil.
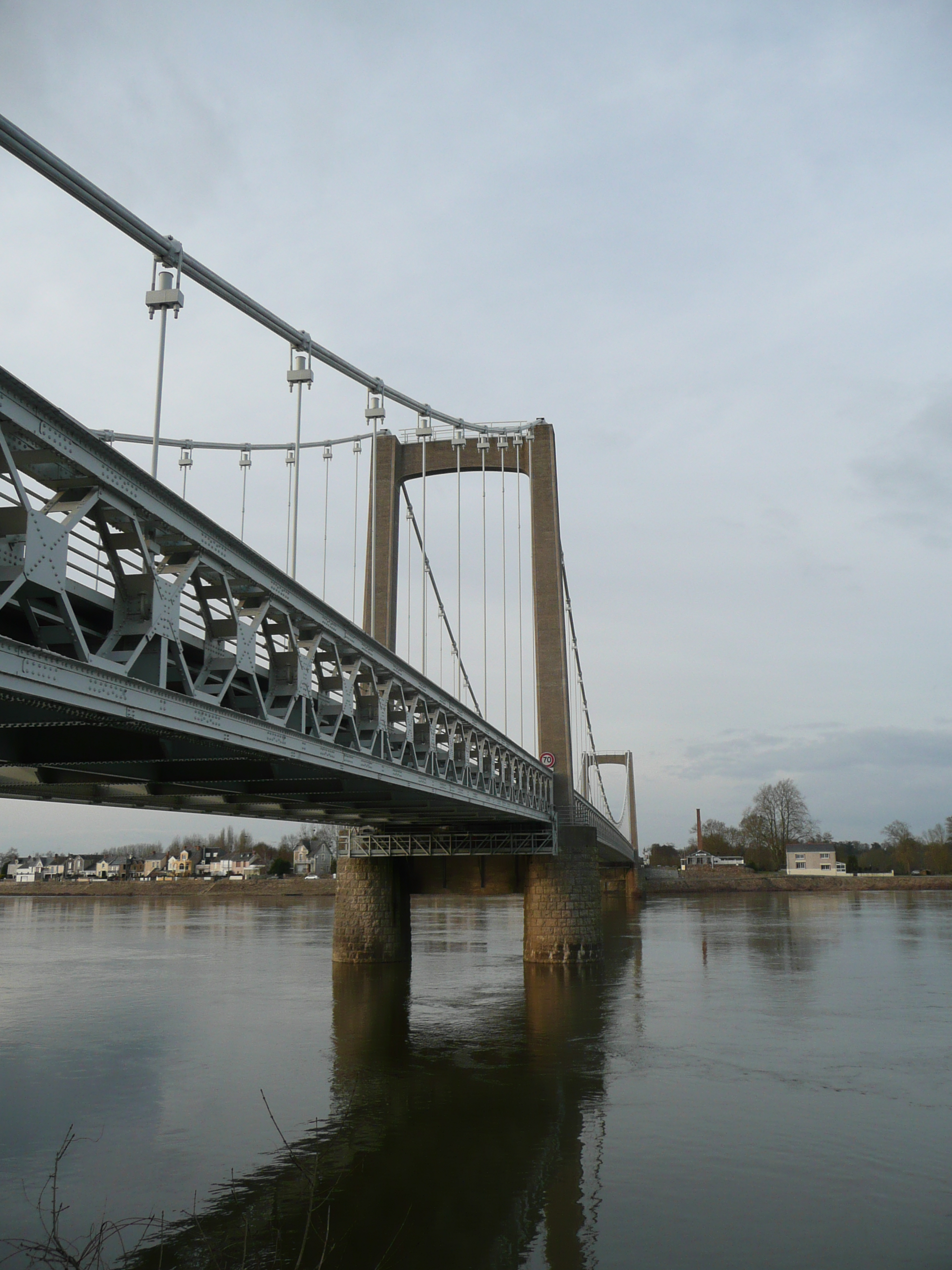
Vue depuis Saint-Florent-le-Vieil.
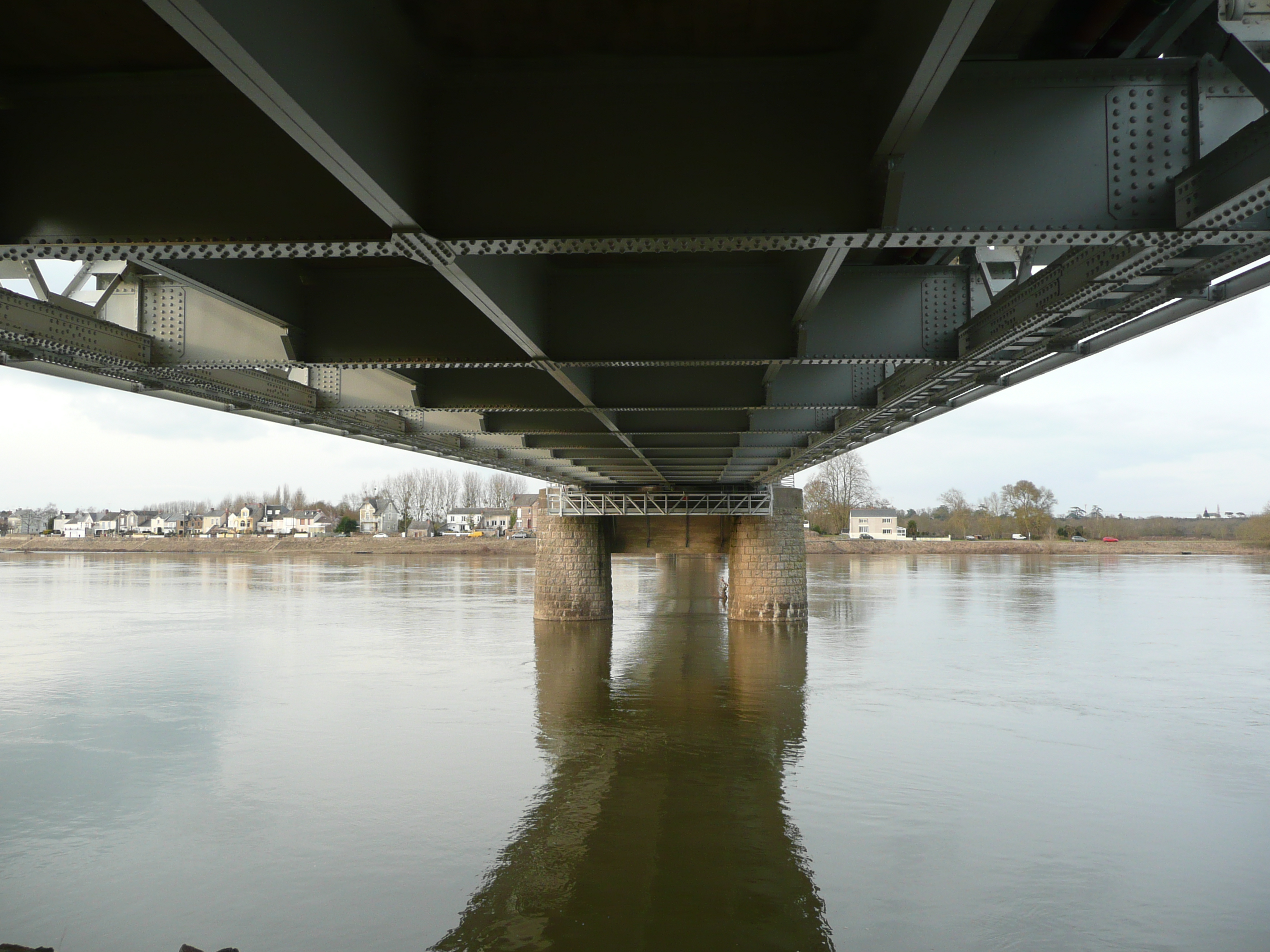
Vue dessous du tablier.
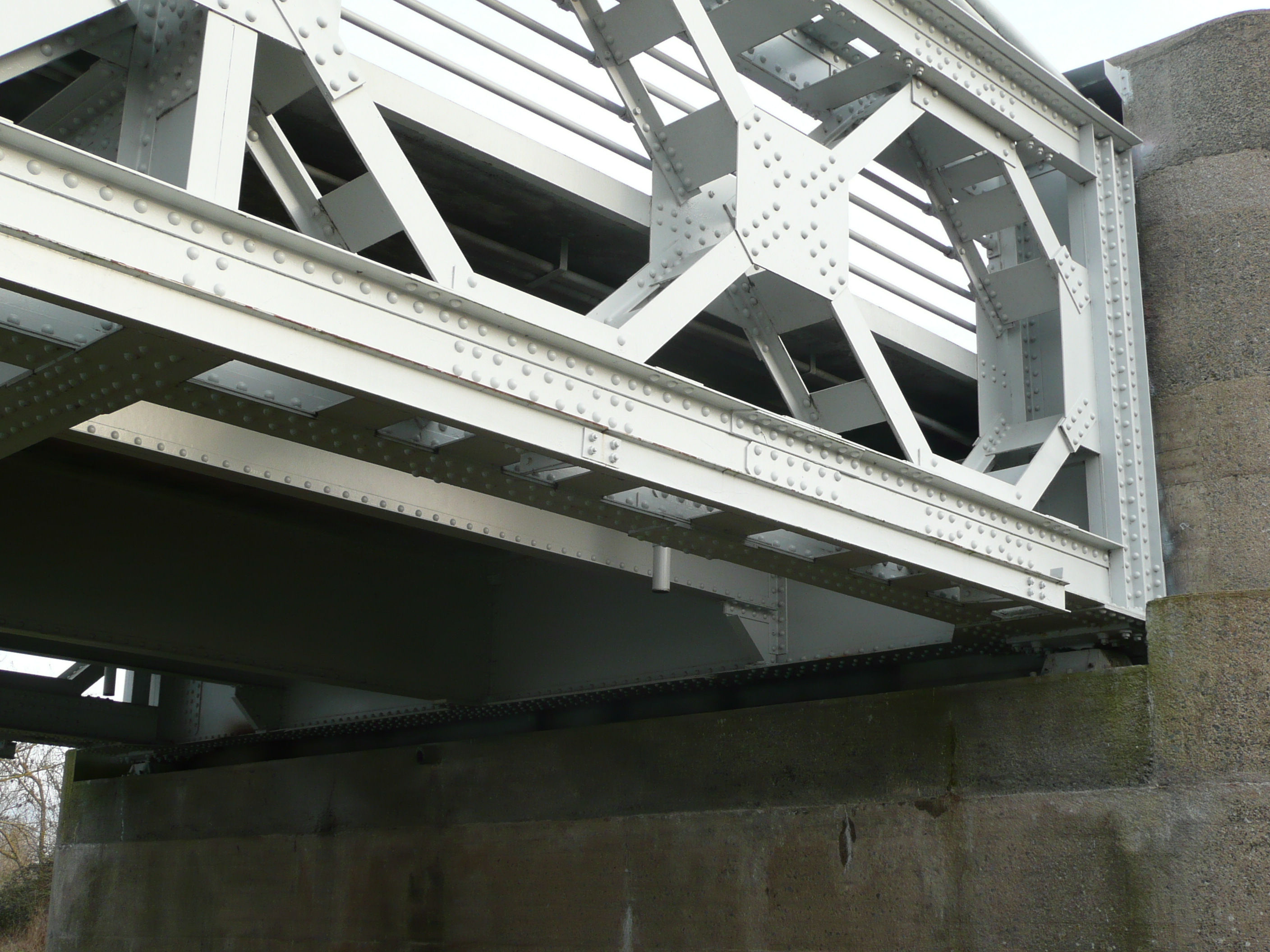
Appuis du tablier, culée sud.
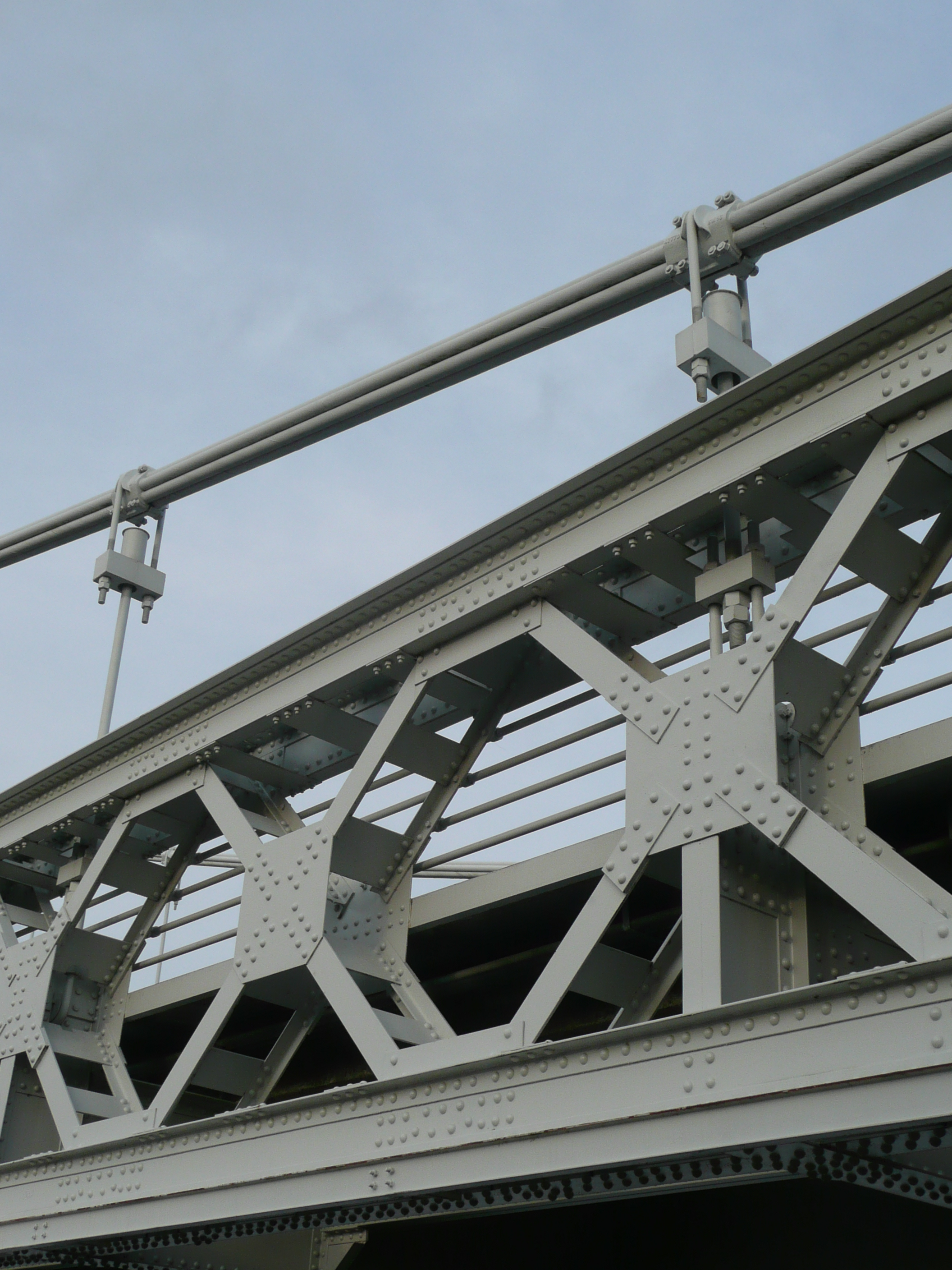
Suspentes.
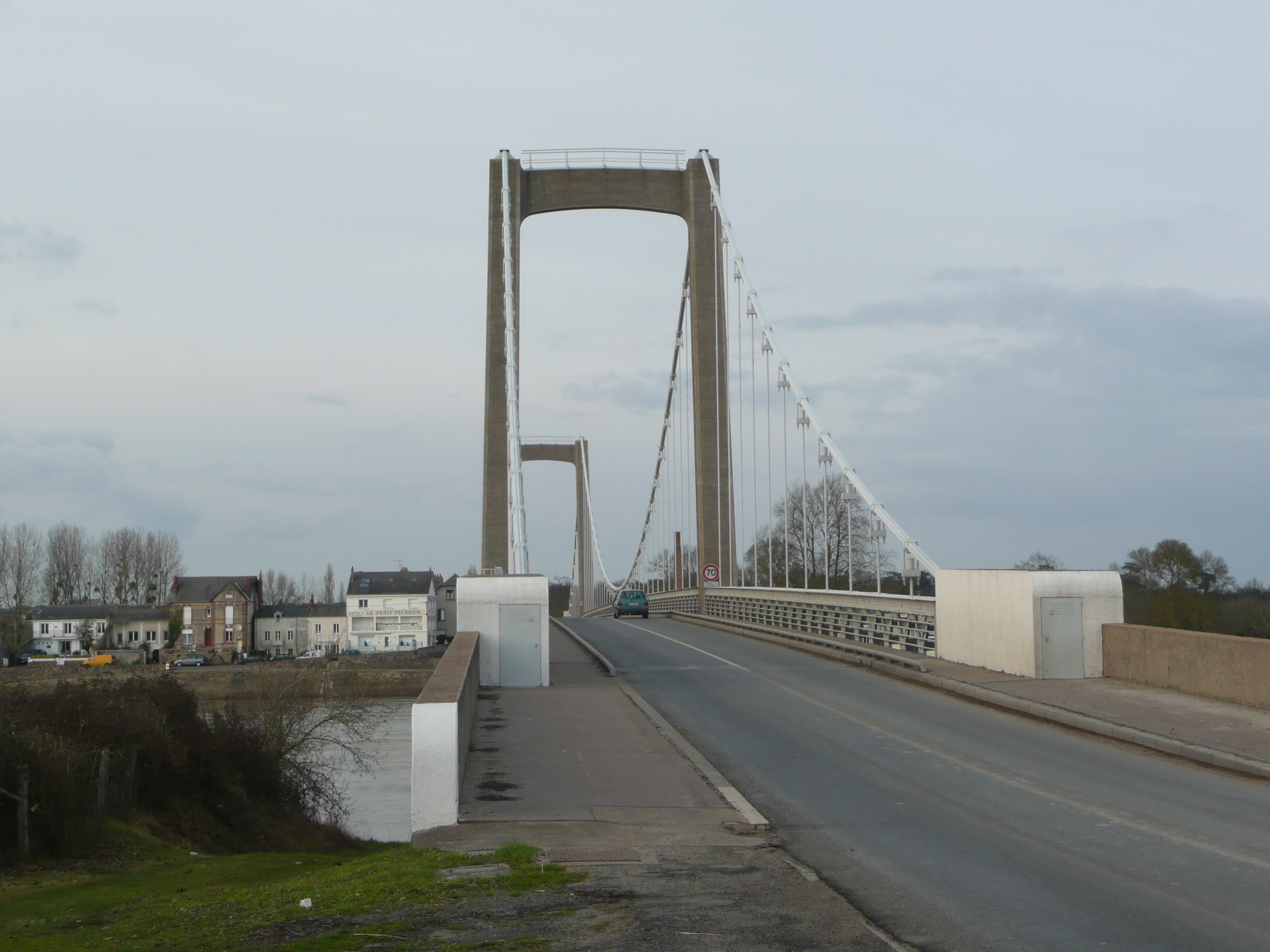
Vue depuis l'île Batailleuse.

## Sources et références
1. 1 2  « Base d'ouvrages en service ou construits au XIXe siècle en France », sur www.art-et-histoire.com (consulté le 17 juillet 2016).
2. ↑  Ouest-france.fr.
3. ↑  « Travaux d’urgence : sécurisation du Pont de Varades », sur Charier, novembre 2020 (consulté le 28 décembre 2022).
4. ↑  « Le chantier de renforcement du pont de Varades », sur inforoutes.loire-atlantique.fr (consulté le 28 décembre 2022).
5. ↑  « Loire-Atlantique. 6,50 millions d’euros pour renforcer le pont de Varades », sur Ouest-France, 31 mars 2020 (consulté le 4 novembre 2023).